# Henry William Sampson
Henry William Sampson (né le 12 mai 1872 à Londres en Angleterre et mort le 6 août 1938 au Cap en Afrique du Sud) est un syndicaliste et un homme politique sud-africain, membre du parti travailliste d'Afrique du Sud, membre du parlement et ministre des postes, des télégraphes et des travaux publics de 1928 à 1933.

## Biographie
Né dans une famille de la classe ouvrière en Angleterre dans le district londonien d'Islington le 12 mai 1872, Sampson émigre en Afrique du Sud en 1892. Artisan qualifié dans l'imprimerie, il s'implique dans l'organisation de plusieurs syndicats et partis politiques sud-africains (the Cape Trades and Labour Council, the Witwatersrand Trades and Labour Council, the Transvaal Independent Labour Party et the  Transvaal Federation of Trade Unions).
Président de la South African Typographical Union à partir de 1903, il est élu en 1907 en tant que membre du Conseil législatif de la colonie du Transvaal. Il est le premier président du parti travailliste sud-africain lors de sa constitution en 1909-1910 et est élu au parlement de l'Union de l'Afrique du Sud en septembre 1910 face à un candidate unioniste dans la circonscription de Commissionerstraat (à Johannesbourg). Sampson est réélu par la suite en 1915 dans la circonscription de Jeppes (Est de Johannesbourg). 
Négociateur sud-africain sur le travail pour les relations internationales, il représente l'Afrique du Sud auprès de l'Organisation internationale du travail à Genève en 1925 et à nouveau en 1927 avant d'entrer dans le gouvernement Hertzog en 1928.
Il prend sa retraite politique après avoir été battu dans sa circonscription de Jeppes par Hjalmar Reitz, fils de Francis William Reitz et représentant du parti du centre de Tielman Roos, lors des élections générales de 1933.

## Source
- Wessel Visser,  Exporting trade unionism and labour politics : the british influence on the early south african labour movement